# منى مكرم عبيد
منى مكرم عبيد أستاذة العلوم السياسية بالجامعة الأمريكية بالقاهرة وشغلت مناصب عديدة، منها خبيرة للبنك الدولي لمنطقة الشرق الأوسط وشمال أفريقيا، لها أيضًا مؤلفات عديدة بالإنجليزية والعربية والفرنسية، وحصلت على وسام جوقة الشرف برتبة ضابط من الرئيس الفرنسي ساركوزي وذلك لدعمها للعلاقات المصرية الفرنسية.
وكانت عضوة بعدد من الأحزاب المصرية منها الوفد، والغد، والمصري الديمقراطي الاجتماعي.
وهى بنت اخ السياسى البارز مكرم عبيد ولدت في عشرين مارس بمحافظة قنا سنه 1943 في صعيد مصر.
اخذت من عمها الاهتمام بالعمل السياسي والشان العام، ولها كتاب عنه بعنوان “مكرم عبيد مواقف وكلمات” رصدت به أبرز المواقف الحياتية له، وحاولت أن تستكمل مسيرة حزب الوفد من بعده، فكانت أول امرأة تشغل منصبًا بالهيئة العليا للحزب.

## نشأتها
نشات دكتوره منى وسط والده تتقن اللغة الفرنسيه وكانت من أسرة عريقة لها باع طويل في السياسة والدبلوماسية والاقتصاد، فوالدها فوزى باشا المطيعى، وعمها وزير الخارجية الشهير نخلة باشا المطيعى، في حين كان الوالد خريج المدرسة السعيدية التي اشتهرت بتخريج الوزراء والسفراء والمسئولين ورجال الأعمال. دخلت مدرسة بريطانية اسمها EGS English girls Collge وكانت من اعظم المدارس انذاك حيث تخرج منها العديد من الشخصيات البارزة مثل
الملك فيصل والملك حسين وشكرى القوتلى.

## التعليم العالي
دخلت الجامعة الأمريكية وتخرجت من قسم علم الاجتماع ثم اكلمت الدراسات العليا في جامعة هارفارد بالولايات المتحدة الأمريكية وعندما عادت تم اختيارها لتكون معيده بالجامعة ثم حصلت على الماجستير والدكتوراة.

## العمل السياسي
عندما عاد سراج باشا سراج لحزب الوفد اقترح عليا الدخول الانتخابات عن دائرة شبرا، ودخلت بعد ذلك البرلمان بالتعين سنة 1990 من قبل الرئيس مبارك
دخلت الانتخابات الأخيرة في عام 2010 عن حزب الوفد بالكوته بمحافظة القليوبية وبعد إعلان فوزها تم تسويد النتيجة ضدها واختيارها عضو مجلس امناء الثورة في 2011 وعضوة في اللجنة الدولية البرلمانية

## المناصب
هي عضو مجلس أمناء منتدي الفكر العربي والمجلس المصري للعلاقات الدولية والمنتدي المصري الاقتصادي الدولي وعضو نادي روما ومستشارة دولية لمجموعة أبو غزالة وعضو مجلس أمناء الجامعة الأردنية الألمانية، عملت خبيرة بالبنك الدولي بمنطقة الشرق الأوسط وشمال أفريقيا92-96 ورئيسة شعبة الشرق الأوسط في مجموعة البرلمانيين بنيويورك وعضو بالمنظمة العربية لحقوق الإنسان، وخبيرة بالأمم في لجنة تنمية السياسة 97-2000 وخبيرة لشئون الشرق الأوسط التابع لبرنامج الأمم المتحدة للتنمية 97-2000 وهي أول إمراة تشغل منصبا بالهيئة العليا لحزب الوفد.
لها مؤلفات عديدة بالإنجليزية والعربية والفرنسية. حصلت علي وسام جوقة الشرف برتبة ضابط من الرئيس الفرنسي ساركوزي وذلك لتدعيمها للعلاقات المصرية الفرنسية.

## لقاءات
- لقاء مع د.منى مكرم عبيد القناه الأولى المصرية
- Mona Makram-Ebeid on Egypt's Political Future
- لقاء مع د / منى مكرم عبيد ود / داليا يوسف

## وصلات خارجية
- د. منى مكرم عبيد في حديث الذكريات أتمنى مقابلة الرئيس مبارك لأنه رئيس كل المصريين إبراهيم عبد الغني نشر في أكتوبر يوم 12 - 12 - 2010
- 150عاماً على الحياة النيابية في مصر.. ونوابنا يبحثون عن الكراميلا!/المصرى اليوم
- منى مكرم عبيد: بطرس غالي "مدرسة دبلوماسية" تميزت بالفكاهة/دوت مصر
- بالفيديو والصور.. منى مكرم عبيد: المثقف جزء من المأزق الراهن في مصر/صدى البلد/الخميس11اغسطس2016
- مقالات منى-مكرم-عبيد/مصراوى
- مني مكرم عبيد ل" بوابة روز اليوسف " الأحزاب منفصلة عن الشارع/روزاليوسف/ يناير 2016